# Хунсбрук
Хунсбрук (нидерл. Hoensbroek, лимб. Gebrook) — голландский город в муниципалитете Херлен.  Расположен в юго-восточной провинции Лимбург, на юго-востоке Нидерландов. Известен своим средневековым замком, названным в честь рыцаря Hoen. Замок построен приблизительно в 1250 году.
Хунсбрук также известен ярмаркой, проходящей ежегодно в "день вознесения". Ярмарка привлекает в город до 100 000 человек.
В средние века город был известен под названием Gebrook и принадлежал семье Hoen. В окрестностях города добывали уголь, при этом добыча была достаточно скромной вплоть до начала 20-го века, когда открыли несколько дополнительных шахт. Рост добычи угля привел к существенному увеличению населения и потребовал строительства новых жилых районов.
Население Хунсбрука в настоящее время насчитывает свыше 25 000 человек.

## Транспорт
Железнодорожная станция Хунсбрук. Ближайшие станции — Heerlen railway station и Sittard railway station.
Автобус: Добраться до города можно со станции Veolia Transport.